# Merckeghem
Merckeghem (niederländisch Merkegem) ist eine französische Gemeinde mit 609 Einwohnern (Stand 1. Januar 2022) im Département Nord in der Region Hauts-de-France.

## Geografie
Die Gemeinde Merckeghem liegt  im Süden Französisch-Flanderns, am Canal de la Haute Colme, 16 Kilometer nördlich von Saint-Omer und 17 Kilometer südlich von Dünkirchen. Umgeben wird Merckeghem von den Nachbargemeinden Drincham im Norden, Eringhem im Nordosten, Bollezeele im Osten, Volckerinckhove im Süden, Millam im Westen sowie Cappelle-Brouck im Nordwesten.

## Geschichte
Die früheste Nennung des  Ortsnamens als Marchinchham geht bis in das Jahr 1085 zurück und bedeutet Land des Mark oder Land des Marko. Die erste urkundliche Erwähnung als Merchinhem findet sich im Jahre 1160 in der Abtei von Bourbourg.

## Bevölkerungsentwicklung
| Jahr                       | 1962 | 1968 | 1975 | 1982 | 1990 | 1999 | 2009 | 2020 |
| Einwohner                  | 603  | 560  | 489  | 546  | 531  | 540  | 578  | 603  |
| Quellen: Cassini und INSEE |      |      |      |      |      |      |      |      |

## Sehenswürdigkeiten

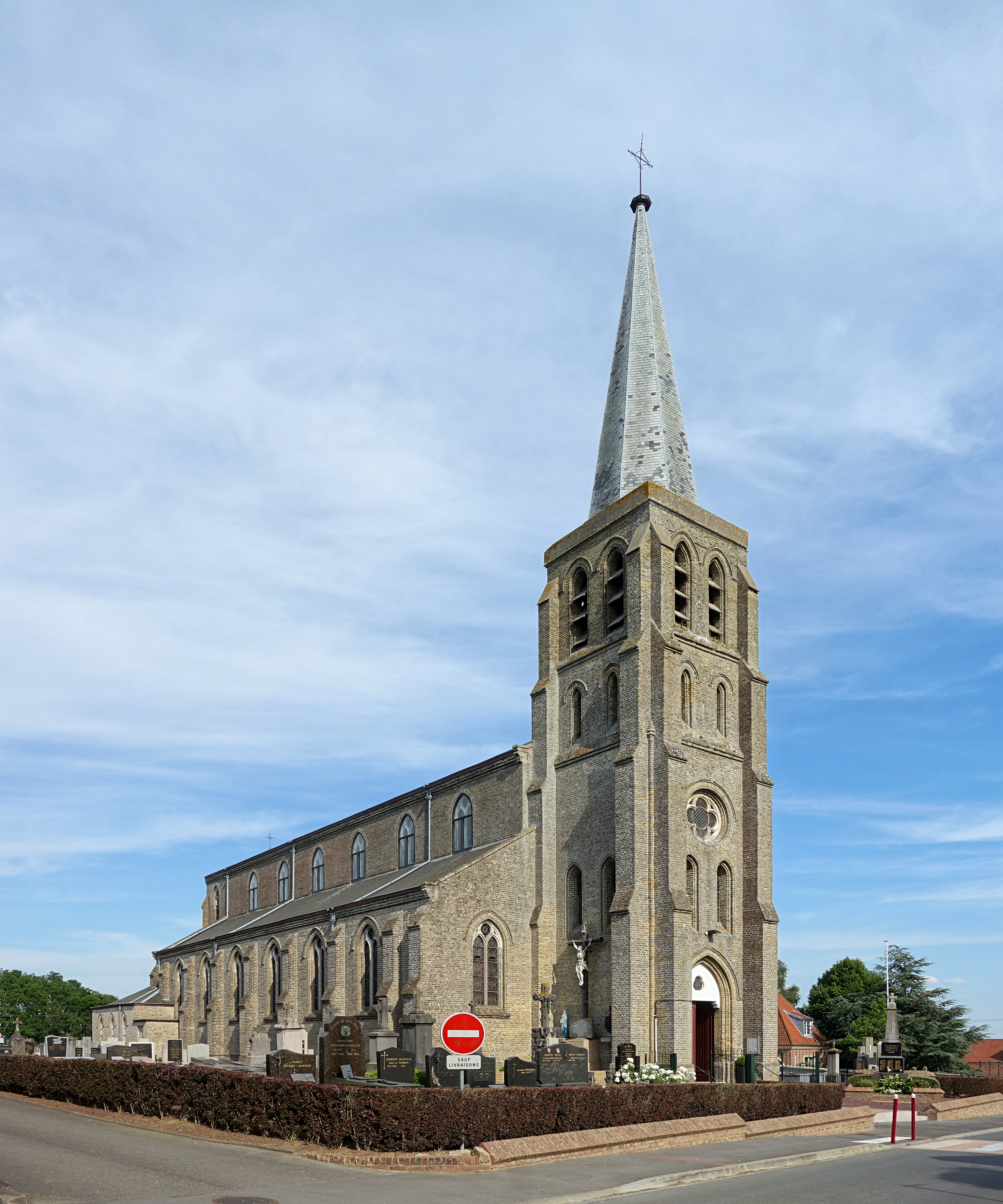
Kirche Saint-Pierre-aux-Liens
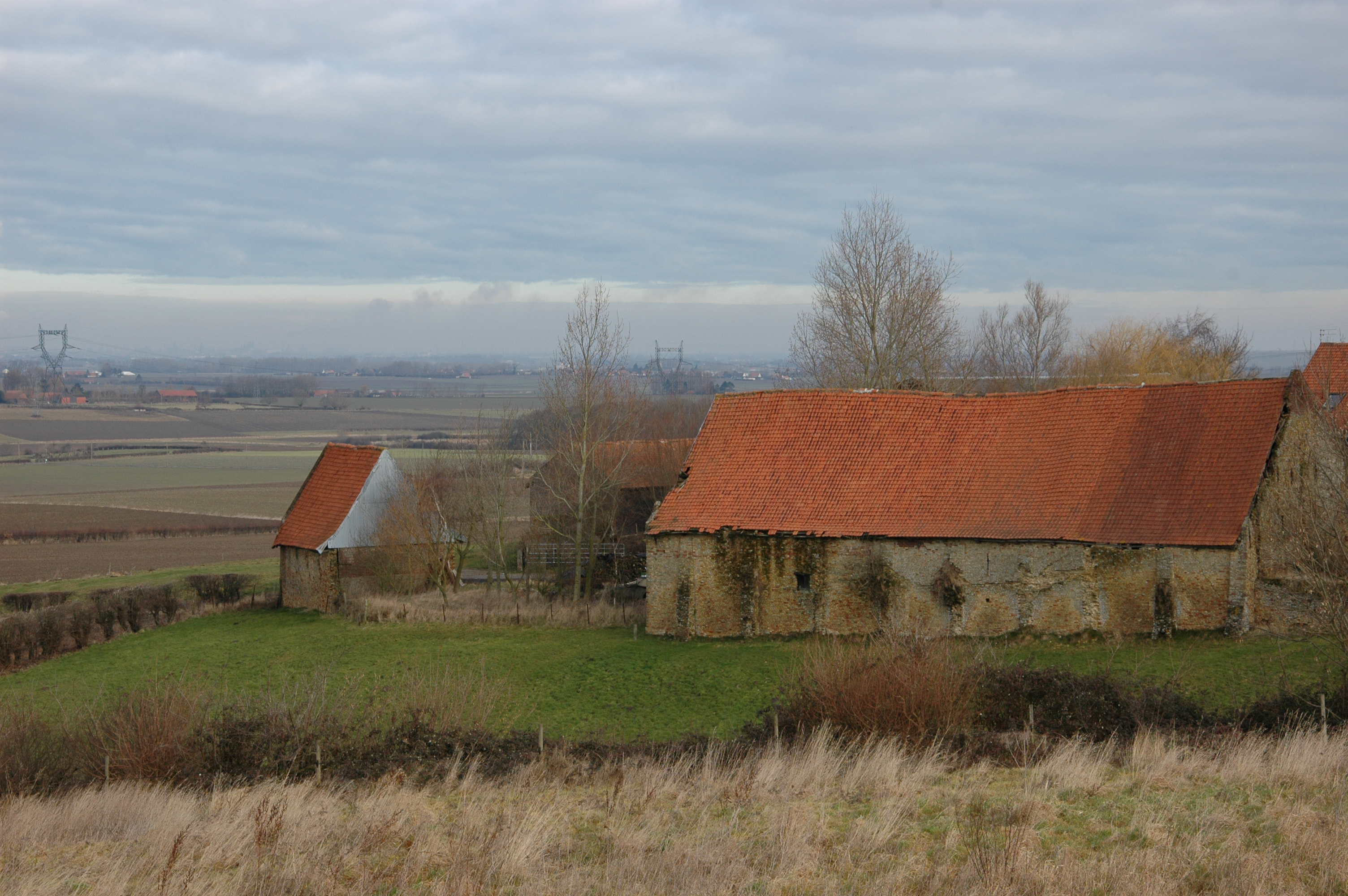
ehemalige Zisterzienserinnenabtei Ravensberg
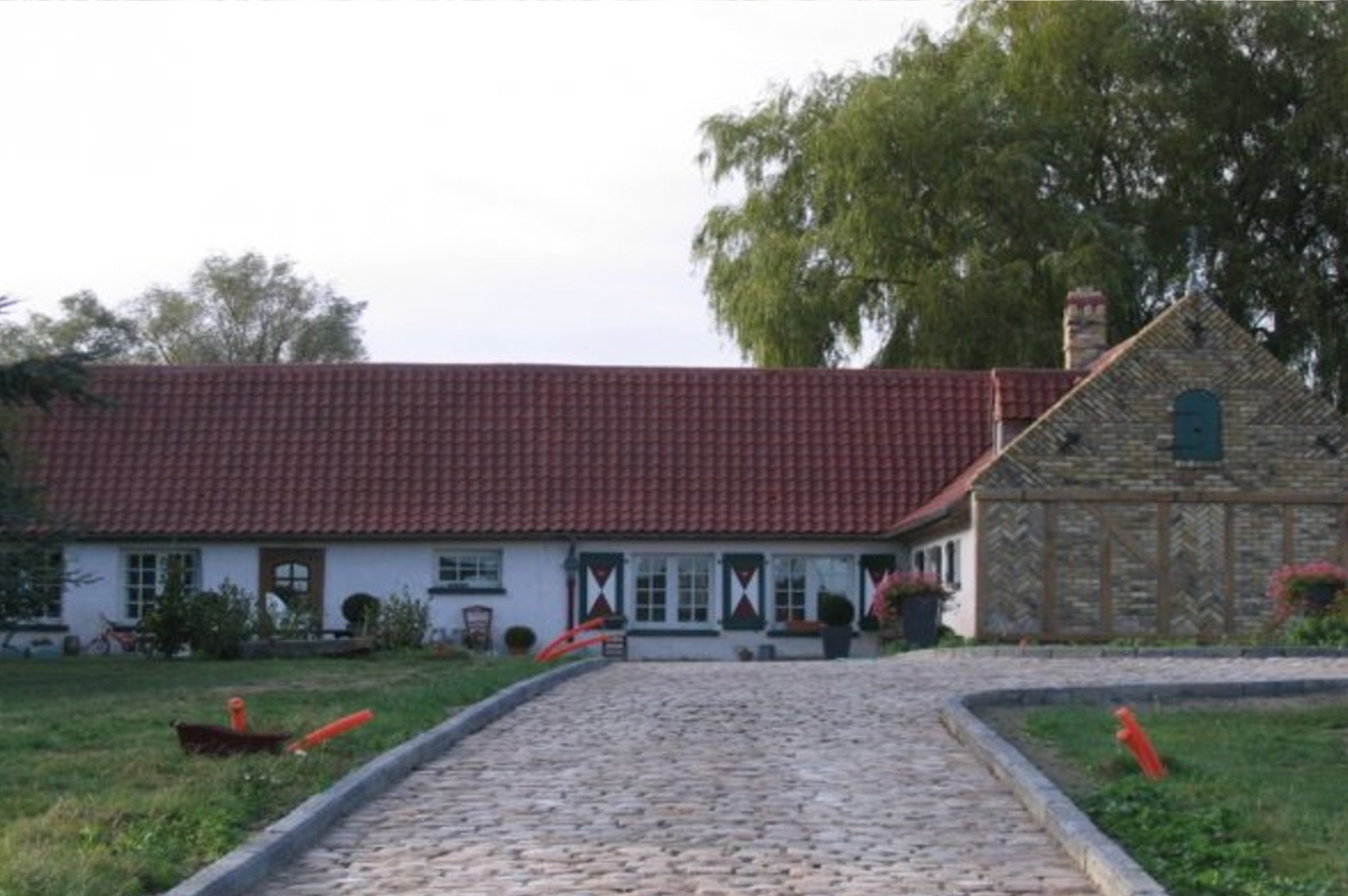
Wasserturm

- Kirche Saint-Pierre-aux-Liens
- Ehemalige Abtei Ravensberg
- Typischer flandrischer Bauernhof in Merckeghem